# Copia conoscenza nascosta
La copia conoscenza nascosta (Ccn), detta anche copia carbone nascosta, traduzione dell'inglese blind carbon copy (Bcc), è un messaggio di posta elettronica del quale i destinatari specificati nel campo Ccn ricevono una copia, ma il loro indirizzo viene nascosto agli altri destinatari del messaggio.

## Descrizione
In linea di principio, e con riferimento al significato che le corrispondenti espressioni inglesi avevano nel contesto originale della posta cartacea, si può sintetizzare il ruolo dei diversi campi dell'intestazione della posta elettronica come segue:
- gli indirizzi nel campo A sono quelli dei destinatari del messaggio;
- gli indirizzi nel campo Cc sono quelli di altre persone che vengono pubblicamente informate dello scambio, pur non essendo i destinatari principali dello stesso;
- gli indirizzi nel campo Ccn sono quelli di altre persone che vengono segretamente informate dello scambio, pur non essendo i destinatari principali dello stesso.

Chi riceve un messaggio in Ccn, se lo desidera, può decidere di rispondere solo al mittente (in modo da mantenere nascosta agli altri la sua presenza) o includere altri indirizzi che compaiono nei campi A e Cc del messaggio originale (così facendo però rivelerà a questi la sua identità e il fatto che è stato informato del messaggio precedente). Nella pratica, esso viene anche spesso usato per indicare i destinatari di un messaggio dei quali non si vuole rendere pubblici gli indirizzi o i nominativi, ovvero come una variante del To (più che del Cc) caratterizzata da una maggiore privacy.

## Visualizzazione del campo Ccn
Il campo Ccn è uno dei campi previsti nell'header dei messaggi del protocollo SMTP, e quindi concettualmente disponibile a tutti gli utenti del servizio di posta elettronica. I diversi client di posta, tuttavia, possono consentirne o meno l'uso. In genere la possibilità di specificare indirizzi in CCN deve essere esplicitamente abilitata dall'utente.

## Considerazioni sulla sicurezza
Lo standard Internet per i messaggi e-mail è descritto nella specifica RFC 2822. Quest'ultima, insieme alla RFC 2821, discute di alcuni problemi relativi all'uso di Ccn.
In particolare nella RFC 2822 - sezione 3.6.3 - vengono riportati tre possibili implementazioni dell'elaborazione di Ccn. In altre parole l'elaborazione di tale intestazione non è standardizzata, ed esistono differenti modi in cui essa potrebbe essere implementata, sia a livello di client di posta che di mail submission agent (quest'ultimo è solitamente fornito dall'Internet Service Provider).
La specifica RFC 2822 non si pronuncia in merito al fatto che gli indirizzi in Ccn siano sempre rimossi dalle e-mail ricevute dai destinatari in Ccn.